# Nesophontes zamicrus
Nesophontes zamicrus là một loài động vật có vú trong họ Nesophontidae, bộ Soricomorpha. Loài này được Miller mô tả năm 1929.